# Zöldmellű mangókolibri
A zöldmellű mangókolibri (Anthracothorax prevostii) a madarak osztályának sarlósfecske-alakúak (Apodiformes) rendjébe és a kolibrifélék (Trochilidae) családjába tartozó faj.
A magyar név forrással nincs megerősítve, lehet, hogy az angol név tükörfordítása (Green-breasted Mango).

## Rendszerezése
A fajt René Primevère Lesson francia természettudós írta le 1832-ben, a Trochilus nembe Trochilus prevostii néven.

## Előfordulása
Az Amerikai Egyesült Államok déli részén, valamint Mexikó, a Bahama-szigetek, Belize, Costa Rica, Guatemala, Honduras, Nicaragua, Panama, Salvador, Ecuador, Kolumbia, Peru és Venezuela területén honos. 
Természetes élőhelyei a szubtrópusi és trópusi síkvidéki esőerdők és cserjések, mangroveerdők, száraz szavannák, valamint másodlagos erdők, legelők, ültetvények, vidéki kertek és városi környezet.

## Alfajai
- Anthracothorax prevostii gracilirostris Ridgway, 1910
- Anthracothorax prevostii hendersoni (Cory, 1887)
- Anthracothorax prevostii iridescens (Gould, 1861)
- Anthracothorax prevostii prevostii (Lesson, 1832)
- Anthracothorax prevostii viridicordatus Cory, 1913

## Megjelenése
Testhossza 12 centiméter.
|  |  |

## Természetvédelmi helyzete
Az elterjedési területe rendkívül nagy, egyedszáma is nagy. A Természetvédelmi Világszövetség Vörös listáján nem fenyegetett fajként szerepel.